# إليزابيث سبنسر (مغنية)
إليزابيث سبنسر (بالإنجليزية: Elizabeth Spencer) هي مغنية أمريكية، ولدت في 12 أبريل 1871، وتوفيت في 22 أبريل 1930.

## وصلات خارجية
- إليزابيث سبنسر على موقع ميوزك برينز (الإنجليزية)